# Base aérea de Manas

Um C-17 Globemaster III americano na base.

A Base Aérea de Manas (anteriormente Centro de Transito de Manas) é uma antiga instalação militar norte-americana no Aeroporto Internacional de Manas, perto de Bishkek, a capital do Quirguistão. Era inicialmente operado pela Força Aérea dos Estados Unidos. A principal unidade dentro da base era a 376th Air Expeditionary Wing. No dia 3 de Junho de 2014, as forças armadas norte-americanas saíram da base e entregaram as instalações de volta às Forças Armadas do Quirguistão.
A base abriu as suas portas às forças norte-americanas em Dezembro de 2001, para apoiar as operações na Guerra do Afeganistão e na Guerra do Iraque. Dentro da base operavam também diversas forças armadas de vários países coligados com os EUA, e ainda funcionava como ponto de ligação entre as tropas que chegavam ao cenário de guerra e para aqueles que voltavam para casa. As instalações estavam dotadas de uma série de infraestruturas de lazer para distrair os militares, como internet wireless, cafés com mesas de bilhar, bibliotecas, cinema, vídeo-jogos, telefones, ginásio, e ainda uma capela.
Vários eventos, como a ocorrência do alvejamento de um civil local e rumores de descarga de combustíveis e outros dejectos, fizeram com que o ambiente entre os militares e a comunidade local começasse a deteriorar-se. Potências como a Rússia e a China iniciaram, a partir de 2005, uma campanha de pressão para o encerramento da base.
Em Fevereiro de 2009, o parlamento do quirguistão votou no encerramento da base depois de os dois governos anteriores terem falhado na tentativa de obrigar as forças militares a pagarem uma renda maior pela ocupação do espaço. Oficiais do Quirguistão e dos EUA continuaram a negociar mesmo após a decisão do parlamento, e a 23 de Junho chegaram a um acordo. Sob os novos termos, os EUA passariam a pagar 200 milhões de dólares (o triplo da renda original) para continuar a usar as instalações. Antes de passar a base para as mãos das forças armadas do quirguistão, estas mesmas forças estavam responsáveis pela segurança à volta da base, enquanto as forças norte-americanas ficavam responsáveis pela segurança dentro da instalação.
Todas as forças norte-americanas abandonaram a base em Junho de 2014, momento em que a transferência da unidade foi efectuada para as mãos das forças do Quirguistão. A licença para os EUA permanecerem na base expirava em Julho de 2014.